# Jesús García Leoz
Jesús García Leoz (Olite, 10 de gener de 1904 - Madrid, 23 de febrer de 1953) va ser un compositor espanyol.

## Biografia
En la seva infància i joventut va rebre classes de música del seu pare i va fer els primers estudis de piano amb Eleuterio Munárriz Urquía en Pamplona. Va ser integrant del cor de la Catedral de Pamplona fins que en 1921 va marxar a l'Argentina parteixi continuar els seus estudis de piano en el Conservatori de Bahía Blanca, i que va acabar en Buenos Aires. En 1925 va tornar a Espanya i complet la seva formació al Reial Conservatori Superior de Música de Madrid. Durant aquest temps va estudiar harmonia amb el mestre Balsa, composició amb Conrado del Campo, yi més tard es va convertir en el deixeble predilecte i seguidor del gran compositor espanyol Joaquín Turina, l'estil del qual va imitar inicialment. Va tenir molt d'èxit en el seu temps i va guanyar en dues ocasions el Premi Nacional de Música d'Espanya.

Des de 1932 va ser membre de la Societat General d'Autors i Editors (SGAE). En 1933, va començar la seva fascinació pel cinema i la composició de música per cinema. En el context de la Guerra Civil, va col·laborar com a director musical en les Guerrilles de Teatre de l'Exèrcit de Centre, organitzades per l'escriptora María Teresa León, la comesa de la qual era tant artístística com a propagandístic i d'agitació en el front i en la rereguarda.
| «                                           | La guerra ens havia obligat a tancar el gran teatre de la Zarzuela i també la guerra convertit als actors en soldats. Aquesta crida a les armes ens va fer prendre una resolució i la prenem. Per què no anar fins a la línia de foc amb el nostre teatre? Així ho vam fer Santiago Ontañón, Jesús García Leoz, Edmundo Barbero i jo ens trobem dins d'una aventura nova. Participaríem en l'epopeia del poble espanyol des del nostre angle de combatents. | » |
| — (María Teresa León, Juego limpio, p. 167) | |   |

 Va ser detingut pels militars revoltats i va passar sis mesos pres. Passada la contesa, García Leoz va aconseguir reintegrar-se en la vida pública i es va convertir en un prolífic compositor de música per al cinema. Entre les seves composicions es troben les de les pel·lícules La sirena negra (Carlos Serrano de Osma, 1947), Balarrasa (José Antonio Nieves Conde, 1950), Surcos (Nieves Conde, 1951), Niebla y sol (José María Forqué, 1951) i Bienvenido, Mister Marshall (Luis García Berlanga, 1952). A més d'amb Berlanga, García Leoz va treballar amb freqüència amb Pedro del Amo i Ladislao Vajda.
El músic va morir inesperadament en 1953 a causa d'un vessament cerebral.

## L'obra musical
Les composicions musicals de García Leoz, sota el paraigua del folklore típic espanyol, va adquirir característiques pròpies, una mescla de música alegre, apassionada i vivaç. Aquest caràcter eclèctic, que conjumina tradició i modernitat, és resultat de l'admiració d'obres d'autors tan dispars com Bach, Mozart, Bramhs, Ravel, Debussy, Stravinski, Berg o Honegger. Alguns crítics li atribueixen cert academicisme.
A més de composicions per a música coral, per a piano, per a piano i violí, orquestra, banda i altres peces menors, va realitzar sobretot música per a i/o en relació amb el cinema.

### Composicions per a orquestra
- 1945 Sonatina
- 1949 Sinfonía en La bemol mayor
- # Allegro con fuoco
- # Largo
- # Allegretto amabile
- # Assai moderato
- 1949 Suite madrileña "La maja del capote"
- Quisiera saber, bolero
- Cerca de ti, bolero
- Llanto a Manolete

### Òperes, sarsueles i dansa
- 1947 La duquesa del candil (sarsuela, estrenada el 1949 a Madrid, amb llibret dels germans Guillermo i Rafael Fernández Shaw)
- 1949 La Alegre alcaldesa (sarsuela)
- 1950 La zapatera y el embozado i Noche de San Juan (ballet)
- 1953: Barataria (òpera, amb llibret de Manuel Mur Oti)

### Música de cambra
- 1940 Quarteto en fa sostenido menor
- # Lento-allegro bien moderato
- # Nocturno (muy lentamente)
- # Scherzo (vivo)
- # Rondó (allegro)
- 1946 Quarteto con piano, piano, violí, viola i violoncel;
- Sonata, per violí i piano;

### Música per cinema
- 1933 Sierra de Ronda
- 1935 La bien pagada
- 1935 Currito de la Cruz
- 1936 Sinfonía vasca
- 1937 Nueva era en el campo
- 1937 Industrias de guerra
- 1937 Mando único
- 1937 Movilización en el campo
- 1938 Guerra en la nieve
- 1938 Salvad la cosecha
- 1938 Soldados campesinos
- 1940 Luz de Levante
- 1941 Ciudades viejas de Castilla - España artística y monumental
- 1941 Un Día de feria
- 1941 Residencias reales de España
- 1941 Santiago y el camino de los peregrinos
- 1941 Fortunato
- 1942 La manzana encantada
- 1942 El pelo del diablo
- 1942 Idilio en Mallorca
- 1942 Madrid de mis sueños
- 1943 Valencia antigua y moderna
- 1943 Se vende un palacio
- 1943 El abanderado
- 1943 Mi vida en tus manos
- 1943 Ávila, ayer y hoy
- 1943 Una extraña aventura de Jeromito
- 1943 Fallas en Valencia
- 1943 León monumental
- 1944 El testamento del virrey
- 1944 Eugenia de Montijo
- 1944 Te quiero para mí
- 1944 Arribada forzosa
- 1944 La Maja del capote
- 1944 Artesanía española
- 1944 Castillos en España
- 1944 El sobrino de don Buffalo Bill
- 1944 Tarjeta de visita
- 1945 El bosque maldito
- 1945 Cinco lobitos
- 1945 El Greco en Toledo
- 1946 Chantaje
- 1946 La mantilla de Beatriz
- 1946 Consultaré a Mister Brown
- 1946 María Fernanda, la Jerezana
- 1946 El otro Fu-Man-Chú
- 1946 A toda vela
- 1946 La próxima vez que vivamos
- 1947 Obsesión
- 1947 Cuatro mujeres
- 1947 La dama del armiño
- 1947 Barrio
- 1947 Embrujo
- 1947 El huésped del cuarto número 13
- 1947 Abel Sánchez
- 1947 Las inquietudes de Shanti Andía
- 1947 Arte islámico
- 1947 Artesanía en el Magreb
- 1947 Extraño amanecer
- 1947 La Lola se va a los puertos
- 1947 Luis Candelas, el ladrón de Madrid
- 1947 Los Pueblos blancos
- 1947 Tres espejos
- 1947 La sirena negra
- 1948 Botón de ancla
- 1948 La Fiesta sigue
- 1948 Póker de ases
- 1948 El verdugo
- 1948 El Huésped de las tinieblas
- 1948 Mañana como hoy
- 1948 Revelación
- 1948 La sombra iluminada
- 1948 Las aguas bajan negras
- 1949 Un hombre va por el camino
- 1949 El santuario no se rinde
- 1949 Alas de juventud
- 1949 La Manigua sin dios
- 1949 España se prepara
- 1949 Llegada de noche
- 1949 Noventa minutos
- 1949 Vendaval
- 1950 Balarrasa
- # Títulos de crédito - Aleluya
- # Tierra sin camino
- # Juego de cartas
- # Muerte en el frente
- # El seminario
- # Caja de música - Regreso al hogar
- # La estafa
- # Manos vacías
- # Final - Dignare Domine
- 1950 Flor de lago
- 1950 Cuentos de la Alhambra
- 1950 El señor Esteve
- 1950 Sin uniforme
- 1950 La esfinge maragata
- 1950 Cita con mi viejo corazón
- 1950 Facultad de letras
- 1950 Séptima página
- 1950 Truhanes de honor
- 1950 Vértigo
- 1950 Sangre en Castilla
- 1951 Niebla y sol
- 1951 Día tras día
- 1951 La canción de La Malibrán
- 1951 La trinca del aire
- 1951 Historia de dos aldeas
- 1951 Cielo negro
- 1951 Debla, la virgen gitana
- 1951 María Antonia «La Caramba»
- 1951 María Morena
- 1951 El deseo y el amor
- 1951 Esa pareja feliz
- 1951 Surcos
- # Enérgico
- # Andante
- # Tempo de vals
- # Final
- 1952 Bienvenido, Mister Marshall
- 1952 La Laguna negra
- 1952 Muchachas de Bagdad
- 1952 Vida en sombras
- 1952 El cerco del diablo
- 1952 Em-Nar, la ciudad de fuego
- 1952 Hombre acosado
- 1952 La llamada de África
- 1952 El deseo y el amor
- 1952 Manchas de sangre en la luna
- 1952 Ronda española
- 1952 Doña Francisquita
- 1953 Esa pareja feliz
- 1953 A dos grados del ecuador
- 1953 Puebla de las mujeres
- 1953 El Tirano de Toledo
- 1953 Con los hombres azules
- 1953 La guerra de Dios
- 1956 Retorno a la verdad
- 1956 El Sol sale todos los días

## Premis
García Leoz va rebre set vegades el Premi Anual del Cercle d'Escriptors Cinematogràfics a la Millor Partitura; en 1941 va obtenir el Primer Premi de Composició; la seva sarsuela La Duquesa del candil va merèixer en 1949 el Premi Nacional de Música Ruperto Chapí; en 1952 va compartir ex aequo amb Joaquín Rodrigo el Premi a la Millor Col·lecció de Nadales que va convocar l'Ateneo de Madrid pel retaule de Nadal Primavera del Portal.
Medalles del Cercle d'Escriptors Cinematogràfics
| Any  | Categoria     | Pel·lícula | Resultat  |
| ---- | ------------- | --- | --------- |
| 1947 | Millor música | Las inquietudes de Shanti Andía Abel Sánchez El huesped del cuarto número 13 Serenata española Cuatro mujeres Obsesión La Lola se va a los puertos | Guanyador |
| 1949 | Millor música | Un hombre va por el camino | Guanyador |
| 1950 | Millor música | Flor de lago | Guanyador |
| 1951 | Mejor música  | Niebla y sol | Guanyador |
| 1952 | Mejor música  | La laguna negra | Guanyador |
| 1953 | Mejor música  | Bienvenido, Mister Marshall | Guanyador |